# Eduard von der Hellen
Eduard von der Hellen, född 27 oktober 1863, död 17 december 1927, var en tysk filolog.
von der Hellen skrev Goethes Anteil an Lavaters Physiognomische Fragmenten (1888) och utgav en mängd textkritiska klassikerupplagor, bland annat Johann Friedrich Cottas jubileumsupplaga av Goethes skrifter (41 band, 1902-12), sekularupplagor av Friedrich Schillers verk (16 band, 1904-05) och tredje delen av Otto von Bismarcks Gedanken und Erinnerungen (1919).

## Källor

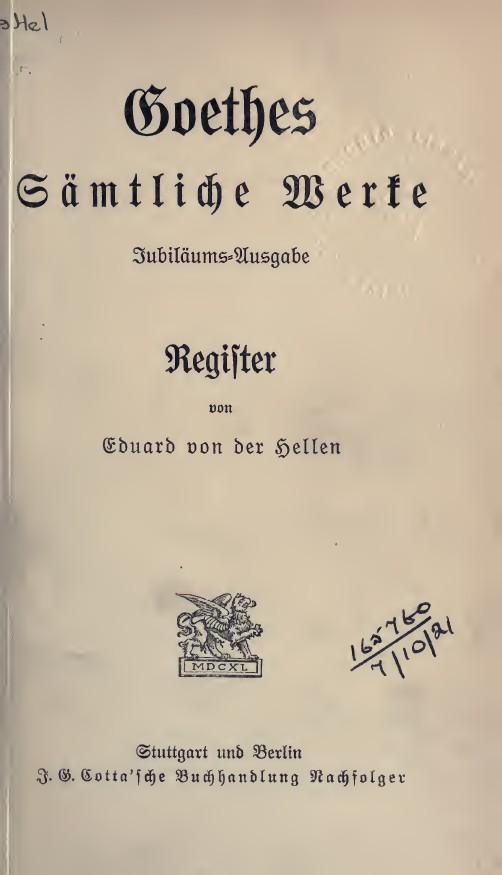
Register (1912)